# تیت داناوان
تیت داناوان (انگلیسی: Tate Donovan؛ زاده ۲۵ سپتامبر ۱۹۶۳) هنرپیشه اهل ایالات متحده آمریکا است. وی از سال ۱۹۸۴ میلادی تاکنون مشغول فعالیت بوده‌است.
از فیلم‌هایی که وی در آن نقش داشته‌است، می‌توان به نانسی درو، آرگو، هرکول، تک‌تیرانداز، پاک و هوشیار، عاشقانه شماره ۹، خط صورتی نازک، تنها پسر زنده در نیویورک، بدون عشق‌بازی کوچک، ازدواج مقدس، ارزش، ممفیس بل و اتان فروم اشاره کرد.